# Canjica
La canjica è una ricetta tipica della cucina brasiliana. Anche se si consuma durante tutto l'anno, il picco di domanda per questo dessert è quello che corrisponde alle feste juninas e julinas, che si svolgono nei mesi invernali australi, particolarmente in corrispondenza delle feste dei solstizi d'estate in Europa. 
Nella regione del Nordeste è accompagnata della cannella, o dalla cagliata fresca, dipendendo dai gusti. Il termine deriva dalla lingua quimbundo dell'Angola: kanjika.
La canjica è preparata con grani di mais, latte, burro, zucchero, acqua, arachidi, latte di cocco e cannella.
Il Ministero dell'Agricoltura, Allevamento e Distribuzione brasiliano, con decreto 109 del 24 febbraio 1989, ha definito le norme riguardanti l'identificazione, qualità, presentazione e imballaggio della canjica di mais brasiliana, definendo merceologicamente il «milho de canjica».

## Regionalismi
Il termine canjica identifica due preparazioni distinte a base di mais:
- la crema o pappa (mingau) di mais, che è conosciuta come canjica nel Nordest mentre si chiama curau in San Paolo, Centro-Ovest e Sud del Brasile;
- il mais bianco sgranato e brillato, cucinato nel latte di cocco o di vacca, che nel Nordest è chiamato munguzá e nel Sudest, Centro-Ovest e Sud del Brasile è conosciuto come canjica;

Nel Minas Gerais, il diminutivo canjiquinha designa un piatto differente, salato, fatto con grani di mais duro spezzati nel mortaio (definita come "quirera de milho" in San Paolo e altri stati) e cucinati, generalmente con costine di maiale. La canjiquinha mineira quindi è una varietà del piatto luso-brasiliano conosciuto come xerém in altri luoghi.